# Corynophora lativittalis
Espèce
Synonymes
- Crambus halterellus Zeller, 1863[1]
- Crambus lativittalis Walker, 1863[1]

Corynophora lativittalis est une espèce de lépidoptères (papillons) de la famille des Crambidae. On la trouve en Australie.